# Eurocopter AS 365 Dauphin
Eurocopter SA 365/AS365 Dauphin 2 (Delfín) je víceúčelový vrtulník. Byl vyvinut francouzskou společností Aérospatiale, členem společnosti Eurocopter Group.

## Historie
Vrtulník vznikl jako nástupce úspěšného modelu Alouette III. Na první pohled zásadním rozdílem od Alouette bylo zakrytí vyrovnávacího rotoru, tzv. fenestron, které se od dob SA 341 Gazelle stalo charakteristickou známkou pro všechny stroje, vyráběné pro Eurocopter Group.
Prodej prvních verzí SA 361 F a H nebyl nijak úspěšný, v té době byla poptávka spíše po silnějších vrtulnících s delším doletem. Proto byl vyvinut typ SA 365 Dauphin 2 se zatahovacím podvozkem, vybavený dvěma motory Turbomeca Arriel 680. Průlom pak přišel v roce 1980, kdy se Pobřežní stráž Spojených států amerických rozhodla objednat 96 kusů, které byly, na rozdíl od předchozích, vybaveny dvěma motory Textron Lycoming LTS101-750A-1, a které byly do arzenálu pobřežní hlídky zařazeny pod označením HH-65A Dolphin.
Dnes je vrtulník využíván jak v USA, tak ve Francii jako záchranný a spojovací, a mimo jiné také k výcviku v pilotních školách.

## Specifikace (SA 365C)
Údaje dle

### Technické údaje
- Osádka:
- Kapacita:
- Průměr nosného rotoru: 11,68 m
- Průměr fenestronu: 0,9 m
- Celková délka: 13,29 m
- Délka trupu: 11,04 m
- Hmotnost prázdného stroje: 1790 kg
- Vzletová hmotnost: 3440 kg
- Pohonná jednotka: 2 × turbohřídelový motor Turbomeca Arriel, 480 kW  každý

### Výkony
- Maximální rychlost: 315 km/h
- Cestovní rychlost: 225 km/h
- Statický dostup: 2600 m
- Dynamický dostup: 4700 m
- Stoupavost: 12,2 m/s
- Dolet: 760 km